# Frédéric Brouillaud
Pour les articles homonymes, voir Brouillaud.
Frédéric Brouillaud, né le 5 octobre 1978, est un entraîneur français de basket-ball.

## Carrière
Assistant coach à Roanne de 2004 à 2014, il assiste Jean-Denys Choulet pendant 7 saisons puis 3 saisons auprès du coach monténégrin Luka Pavićević. En juin 2014 il est nommé en tant qu'entraineur principal à Roanne et conduit l'équipe en playoffs (19v-15d). A la mi-saison il participe aux côtés de Vincent Collet à l'édition 2015 des Allstar game.
Lors de sa 2e saison en tant qu'head coach, toujours au sein du club roannais, il est écarté après seulement une journée de championnat et remplacé par le directeur sportif de la Chorale de Roanne.
En mai 2017, il est approché par le SOMB avec qui il décide de s'engager pour 2 saisons. Lors de la saison 2017/2018, il mène l'équipe boulonnaise en 8ème de finale de Coupe de France et en 1/2 finale du Championnat.                                           Il est limogé en novembre 2018 à la suite des mauvaises performances du club.
En 2019, il s'engage avec l'Étoile sportive Prissé-Mâcon, club avec lequel la responsabilité sportive de l'équipe de N2 lui est retiré en Mars 2023./

### Entraîneur
- 2014-2015 :  Chorale de Roanne
- 2017-2018 :  SOM Boulogne-sur-Mer
- 2019-Mars 2023 :  Étoile sportive Prissé-Mâcon

### Assistant entraîneur
- 2004-2014 :  Chorale de Roanne